# Ioram (re d'Israele)
Ioram, o Joram (IX secolo a.C. – IX secolo a.C.), è stato un re di Israele.

## Biografia
Era il figlio legittimo di Acab e Gezabele. Secondo il II libro dei re nel quinto anno di Ioram d'Israele, (un altro) Ioram divenne re di Giuda, quando il padre Giosafat era (ancora), re di Giuda, il che indica una co-reggenza. L'autore del II libro dei re parla anche di entrambi, Ioram di Israele e Ioram di Giuda nello stesso passaggio, che possono essere fonte di confusione.
Ioram cominciò a regnare in Israele nel 18º anno di Giosafat di Giuda, e regnò 12 anni. William Foxwell Albright ha datato il suo regno all'849 a.C.-842 a.C., mentre E.R. Thiele propone la datazione 852 a.C.-841 a.C.. Secondo le stime attualmente più attendibili, Ioram avrebbe regnato non più di otto anni.
Il suo ultimo atto ha avuto luogo quando, aiutato dal nipote Acazia, re di Giuda, ha combattuto senza successo contro l'esercito di Hazael, re degli Aramei a Ramot di Galaad.
Ioram stesso fu ferito nel combattimento ed è probabile che la sua sconfitta a Ramot di Galaad fosse stata un disastro. Come risultato, mentre Ioram si stava riprendendo a Izreel, il suo generale Ieu incitò in patria una rivolta. Ieu uccise Ioram e gettò il suo corpo nel campo di Nabot di Izreèl, come vendetta per il peccato dei suoi genitori accusati di aver rubato la terra. Dopo la morte di Ioram, Ieu rivendicò a sé il trono di Israele.
L'autore della Stele di Tel Dan (che fu ritrovata fra il 1993 e il 1994 durante gli scavi archeologici del sito di Lais) affermò di aver ucciso entrambi Acazia e Ioram. Molto probabilmente fu scritto da Hazael.